# Adriana Zingone
Adriana Zingone (Bressanone, 1 de junio de 1956) es una botánica, algóloga, taxónoma, conservadora, y exploradora italiana.

## Carrera
Es una científica sénior de la Estación Zoológica Anton Dohrn, de Nápoles, donde coordina el Departamento de Ecología y Evolución de plancton. Su interés de investigación incluye taxonomía y ecología del fitoplancton marino, con especial atención a las estrategias de vida de los protistas y la caracterización de sus ciclos de vida heteromorfos, y en la comprensión de los factores que controlan las transiciones entre etapas y fases del ciclo de vida diferentes.
En 1976, obtuvo una licenciatura en ecología del fitoplancton por la Universidad de Nápoles Federico II, .
Desde 1984, desarrolla actividades académicas y científicas en la Estación Zoológica Anton Dohrn, de Nápoles, colaborando en proyectos de taxonomía y distribución del fitoplancton (laguna Fasano, Estrecho de Magallanes), siendo allí contratada como tecnóloga desde 1994, desarrollando actividades académicas y científicas en la Sección Integrada de Ecología Marina, Estación Zoológica, Nápoles.

## Algunas publicaciones
- adriana Zingone, p.j. Harrison, a. Kraberg, s. Lehtinen, a. McQuatters-Gollop, t. O’Brien, j. Sun, h. Jakobsen. 2015. Increasing the quality, comparability and accessibility of phytoplankton species composition time-series data. Estuarine, Coastal and Shelf Sci. 162: 151–160
- m.v. Ruggiero, diana Sarno, l. Barra, w.c.f. Kooistra, marina Montresor, adriana Zingone. 2015. Diversity and temporal pattern of Pseudo-nitzschia species (Bacillariophyceae) through the molecular lens. Harmful Algae 42: 15-24.
- domenico D'Alelio, maria grazia Mazzocchi, marina Montresor, diana Sarno, adriana Zingone, iole Di Capua, gayantonia Franzè, francesca Margiotta, vincenzo Saggiomo, maurizio Ribera d'Alcalà. 2015. The green–blue swing: plasticity of plankton food-webs in response to coastal oceanographic dynamics. Marine Ecology 36 (4): 1155–1170 resumen
- d. D'Alelio, m.g. Mazzocchi, marina Montresor, diana Sarno, adriana Zingone, i. Di Capua, g. Franzè, f. Margiotta, m. Saggiomo, m. Ribera d’Alcalà. 2014. The green-blue swing: plasticity of plankton food-webs in response to coastal oceanographic dynamics. Marine Ecol. doi: 10.1111/maec.12211
- marina Montresor, c. Di Prisco, diana Sarno, f. Margiotta, adriana Zingone. 2013. Diversity and germination patterns of diatom resting stages at a coastal Mediterranean site. Marine Ecol. Progress Series 484: 79-95.
- v. Smetacek, adriana Zingone. 2013. Green and golden seaweed tides on the rise. Nature 504, 84-88.
- diana Sarno, a. Zingone, marina Montresor. 2010. A massive and simultaneous sex event of two Pseudo-nitzschia species. Deep Sea Research Part II: Topical Studies in Oceanography 57: 248-255.
- marina Montresor, adriana Zingone, diana Sarno. 1998. Dinoflagellate cyst production at a coastal Mediterranean site. J. Plankton Res. 20: 2291–2312.

### Cap. de libros
- g. Honsell, marina Montresor, t. Romagnoli, diana Sarno, c. Totti, adriana Zingone. 2010. Osservazione del fitoplancton al miscroscopio elettronico a scansione (SEM) e a trasmissione (TEM). En: Socal G, Buttino I, Cabrini M, Mangoni O, Penna A et al. editores. Metodologie di studio del plancton marino. Roma: ISPRA. p. 235-241.

## Membresías[1]
- Società Botanica Italiana.[6]
- 1995-presente: Italian Oceanographic Committee
- 1995-2002: cátedra (elegida tres veces) del UNESCO-IOC Intergovernmental Panel on Harmful Algal Blooms
- 1998-presente: del IPHAB Task Team of Algal taxonomy.
- 2009-presente: SCOR-Working Group 137: Global Patterns of Phytoplankton Dynamics in Coastal Ecosystems: Comparative Analysis of Time Series Observations.
- 2004-presente: responsable del websitio Gulf of Naples en Long Term Ecological Research (LTER) networks.
- “Collegio dei Docenti” for the PhD in Biologia delle Alghe (Universidad de Mesina)
- 2003-2005: Concejo International Society for the Study of Harmful Algae (ISSHA)
- 2010-2014: GEOHAB Core Research Project “HABs in fjords and coastal embayments’
- International Phycological Society,
- Phycological Society of America,
- International Society for the Study of Harmful Algae.
- 2012-2014: del Grupo de expertos de Italia para la definición de descriptores de 5, 'eutrofización', dentro de la Directiva marco sobre la estrategia marina (DMEM)

## Editora
de los consejos editoriales
- 2002-2005: asociada de la revista internacional ‘Harmful Algae’
- J. of Phycology
- 2000 - 2005: Phycology,
- Protist.
- 2010 - presente: editora asociada de la revista internacional ‘Mediterranean Marine Science’.
- 2014- presente: coeditora del IOC-OBIS Global HAB Status Report.

## Premios y reconocimientos
- 2005: galardón Luigi Provasoli de The Phycological Society Of America (papel destacado en J. of Phycology, año 2005).
- 2005: Faculty of 1000 highlight.
- 2010: Faculty of 1000 highlight.